# Québec Air Force

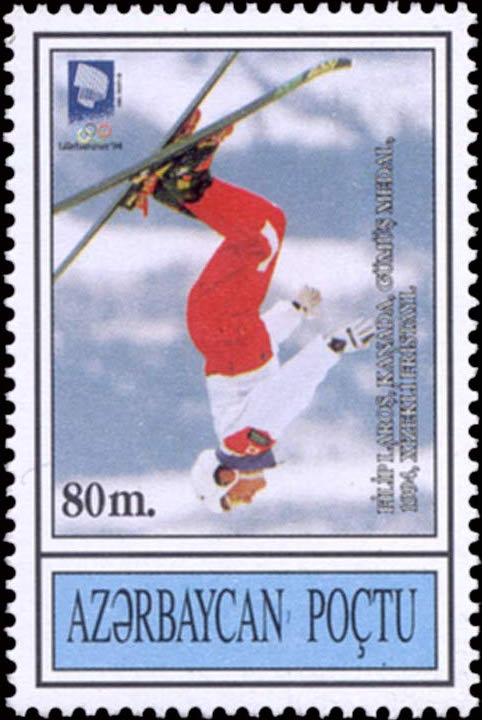
Philippe Laroche auf einer aserbaidschanischen Briefmarke (1994)

Die Québec Air Force war eine Gruppe von Freestyle-Skiern aus der kanadischen Provinz Québec. Bekannte Vertreter wie Nicolas Fontaine, Lloyd Langlois, Jean-Marc Rozon oder die Brüder Laroche bildeten in den 1980er und 1990er Jahren die Weltklasse in der Disziplin Aerials (Springen).

## Geschichte
Die von Journalisten in Anlehnung an das englische Wort für Luftstreitkräfte geprägte Bezeichnung „Air Force“ ergab sich durch die teilweise besonders hohen Luftstände im Freestyle-Springen (Aerials). Einer der frühesten Gebräuche fand sich im September 1978 im Fachmagazin Ski, wo der Autor eine Freestyle-Skishow des US-Trainers Charlie Pond als Pond’s Airforce bezeichnete und die Teilnehmer mit den Blue Angels verglich.
Die Québecer Gruppe scharte sich Ende der 1970er Jahre um Yves Laroche aus Lac-Beauport und Jean-Marc Rozon aus Sherbrooke. Bei Einführung des Freestyle-Skiing-Weltcups dominierten die Athleten aus der frankophonen Provinz die Aerials-Disziplin auf Anhieb. Bis zur Jahrtausendwende brachte Québec zehn Weltcupsieger hervor, die zusammen 98 Springen gewinnen und die Disziplinenwertung 16-mal für sich entscheiden konnten. Daneben gelangen sechs Weltmeistertitel und zwei Siege bei olympischen Demonstrationswettbewerben.
Nach Rücktritt des letzten Vertreters, Nicolas Fontaine, im Februar 2003 büßte die Provinz Québec in der Disziplin Aerials ihre Dominanz endgültig ein. Als Gründe für mangelnden Nachwuchs wurden finanzielle Probleme und das Fehlen eines eigenen Sommertrainingszentrums genannt. Letzteres wurde 2004 von Yves Laroche und Fontaine in Lac-Beauport realisiert. Die einzelnen Mitglieder begehen jährliche Treffen in der Provinzhauptstadt Québec.

## Vertreter und Erfolge
| Name              | im Weltcup aktiv | Weltcup | Weltcup | Weltcup | Weltcup | Olympische Spiele | Olympische Spiele | Olympische Spiele | Weltmeisterschaften | Weltmeisterschaften | Weltmeisterschaften |
| Name              | im Weltcup aktiv | Ges.    | Dis.    | Siege   | Top 3   | Gold              | Silber            | Bronze            | Gold                | Silber              | Bronze              |
| ----------------- | ---------------- | ------- | ------- | ------- | ------- | ----------------- | ----------------- | ----------------- | ------------------- | ------------------- | ------------------- |
| Craig Clow        | 1980–1984        | –       | 1       | 5       | 14      | –                 | –                 | –                 | –                   | –                   | –                   |
| Jean Corriveau    | 1980–1983        | –       | 1       | 9       | 16      | –                 | –                 | –                 | –                   | –                   | –                   |
| John Eaves        | 1980–1982        | –       | 1       | 4       | 12      | –                 | –                 | –                 | –                   | –                   | –                   |
| Nicolas Fontaine  | 1990–2003        | 1       | 4       | 13      | 35      | –                 | 01 *              | –                 | 1                   | –                   | –                   |
| Lloyd Langlois    | 1983–1997        | –       | 2       | 21      | 57      | –                 | –                 | 02 *              | 2                   | –                   | 1                   |
| Alain Laroche     | 1982–1990        | 2       | 4       | 21      | 53      | –                 | –                 | –                 | 1                   | –                   | –                   |
| Dominique Laroche | 1980–1982        | –       | –       | –       | 9       | –                 | –                 | –                 | –                   | –                   | –                   |
| Philippe Laroche  | 1987–1995        | –       | 3       | 18      | 35      | 01 *              | 1                 | –                 | 2                   | –                   | 1                   |
| Yves Laroche      | 1980–1986        | –       | 2       | 10      | 22      | –                 | –                 | –                 | –                   | 1                   | –                   |
| Pierre Poulin     | 1981–1987        | –       | –       | 4       | 4       | –                 | –                 | –                 | –                   | –                   | –                   |
| Jean-Marc Rozon   | 1980–1991        | –       | 2       | 13      | 25      | 01 *              | –                 | –                 | 1                   | –                   | –                   |

* davon eine Medaille in einem Demonstrationswettbewerb